# Gesellschaft für Geschichte des Brauwesens
Die Gesellschaft für Geschichte des Brauwesens e. V. (GGB) ist ein gemeinnütziger Verein zur Förderung, Erforschung und Dokumentation der Geschichte des internationalen Brauwesens mit Sitz in Berlin.

## Geschichte
Die Gesellschaft wurde 1913 als Gesellschaft für die Geschichte und Bibliographie des Brauwesens gegründet. 
2006 hatte die Gesellschaft 300 Mitglieder, die sich aus Institutionen, Unternehmen und Einzelpersonen zusammensetzen. Zu den Mitgliedsorganisationen gehört unter anderen der Deutsche Brauerbund. Die GGB ist assoziiertes Mitglied der Brewery History Society.

## Bibliothek

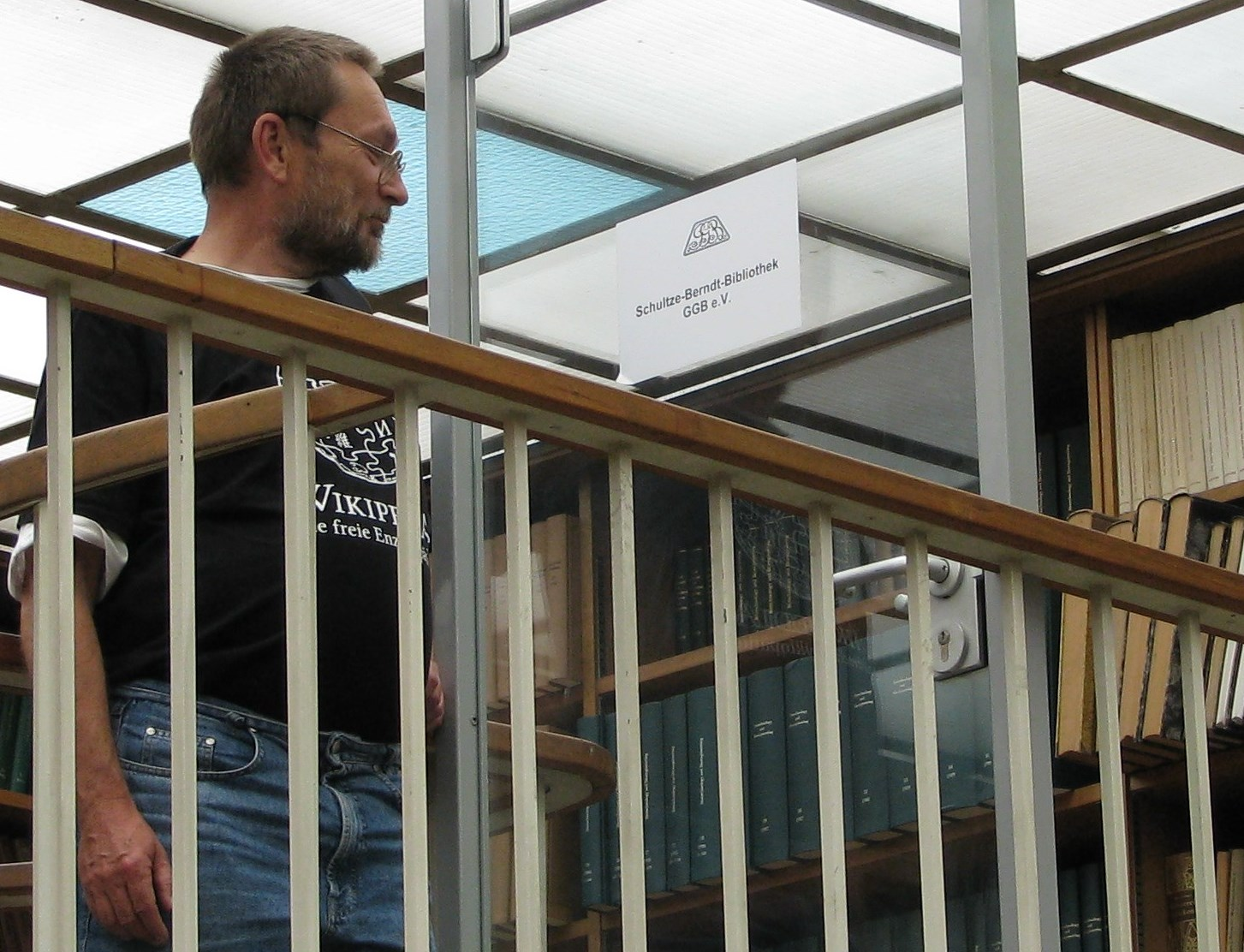
Ehemaliger Zugang zur Schultze-Berndt-Bibliothek

Die GGB unterhält im Hauptgebäude der Versuchs- und Lehranstalt für Brauerei die Schultze-Berndt-Bibliothek mit über 5000 Bänden aus den Fachbereichen:
- Adressbücher
- Archäologie Abhandlungen
- Bier und Gesundheit
- Brauerei-Lexika
- Cartoons und Humoristik
- Festschriften von Brauereien und Zulieferern
- Geschichte
- Lehrbücher
- Rohstoffkunde
- Technische Abhandlungen

Die Bibliothek ist aber auch für Mitglieder nur eingeschränkt zugänglich, weil sie sich auf dem Gelände der VLB befindet.

## Publikationen
Jährlich publiziert der GGB e. V. das Jahrbuch der Gesellschaft für Geschichte des Brauwesens e. V. ISSN 1860-8922 (alter Titel 1928–2003: Jahrbuch der Gesellschaft für die Geschichte und Bibliographie des Brauwesens e. V. ISSN 0072-422X) mit zahlreichen Fachbeiträgen zu aktuellen Forschungsergebnissen und Vereinsaktivitäten. Außerdem sind seit der Gründung der GGB zwei Bibliographien des Brauwesens erschienen.